# Zderaz (Biřkov)
Zderaz je malá vesnice, část obce Biřkov v okrese Klatovy v Plzeňském kraji. Nachází se asi dva kilometry jihozápadně od Biřkova. Je zde evidováno 8 adres. V roce 2011 zde trvale žilo sedm obyvatel.
Zderaz leží v katastrálním území Biřkov o výměře 5,51 km².

## Historie
První písemná zmínka o vesnici pochází z roku 1789.

## Obyvatelstvo
| Rok            | 1869 | 1880 | 1890 | 1900 | 1910 | 1921 | 1930 | 1950 | 1961 | 1970 | 1980 | 1991 | 2001 | 2011 | 2021 |
| -------------- | ---- | ---- | ---- | ---- | ---- | ---- | ---- | ---- | ---- | ---- | ---- | ---- | ---- | ---- | ---- |
| Počet obyvatel | 42   | 34   | 34   | 35   | 44   | 44   | 40   | 35   | 33   | 28   | 14   | 9    | 10   | 7    | 7    |
| Počet domů     | 7    | 7    | 7    | 7    | 7    | 7    | 8    | 8    | 8    | 8    | 8    | 8    | 8    | 8    | 8    |

## Obecní správa
Při sčítání lidu v letech 1850–1960 Zderaz byl osadou obce Biřkov v okrese Přeštice. V letech 1961–1991 byl částí obce Křenice v okrese Klatovy. Od 1. ledna 1992 je opět částí obce Biřkov v okrese Klatovy.

## Galerie

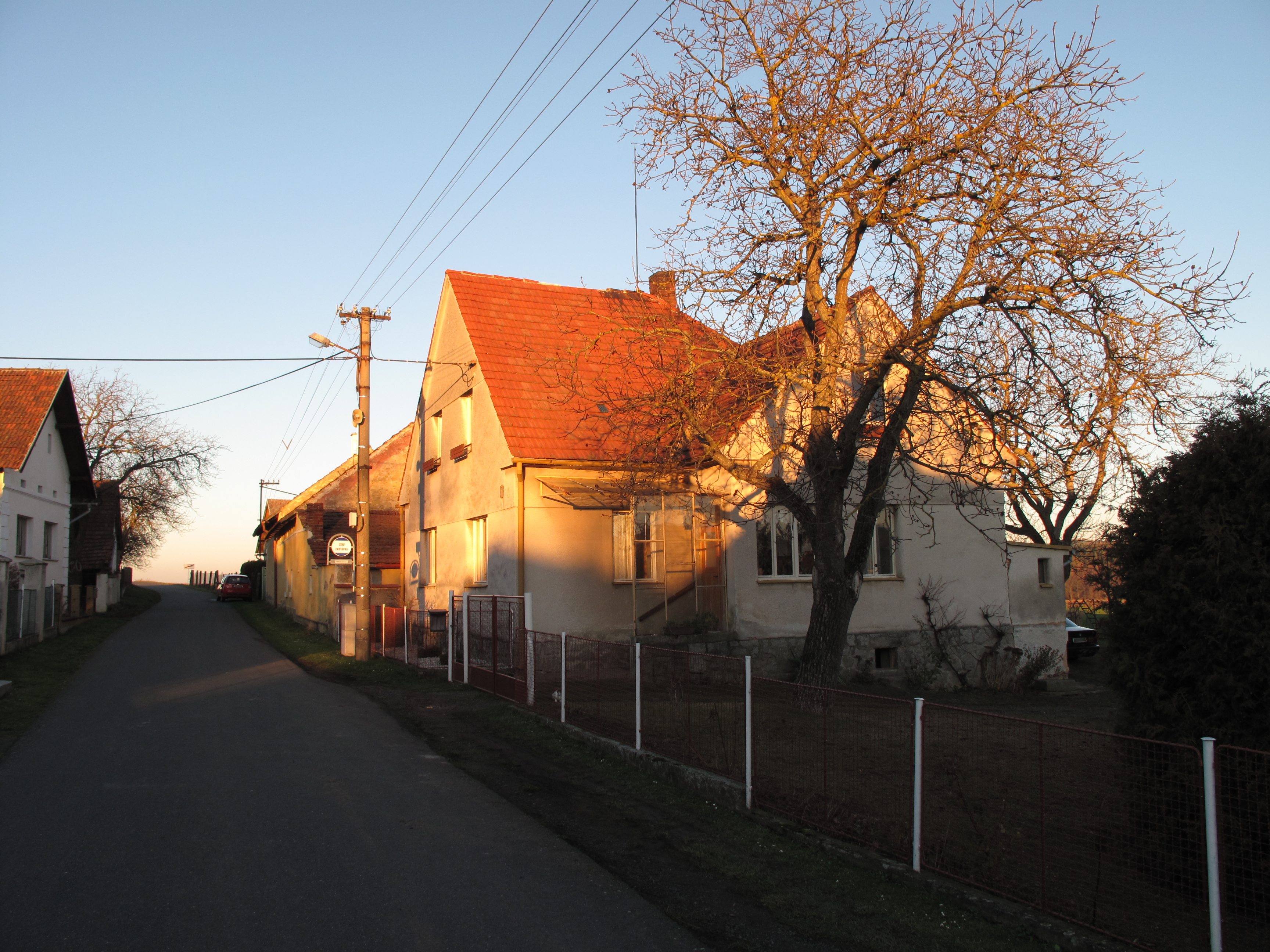
Dům
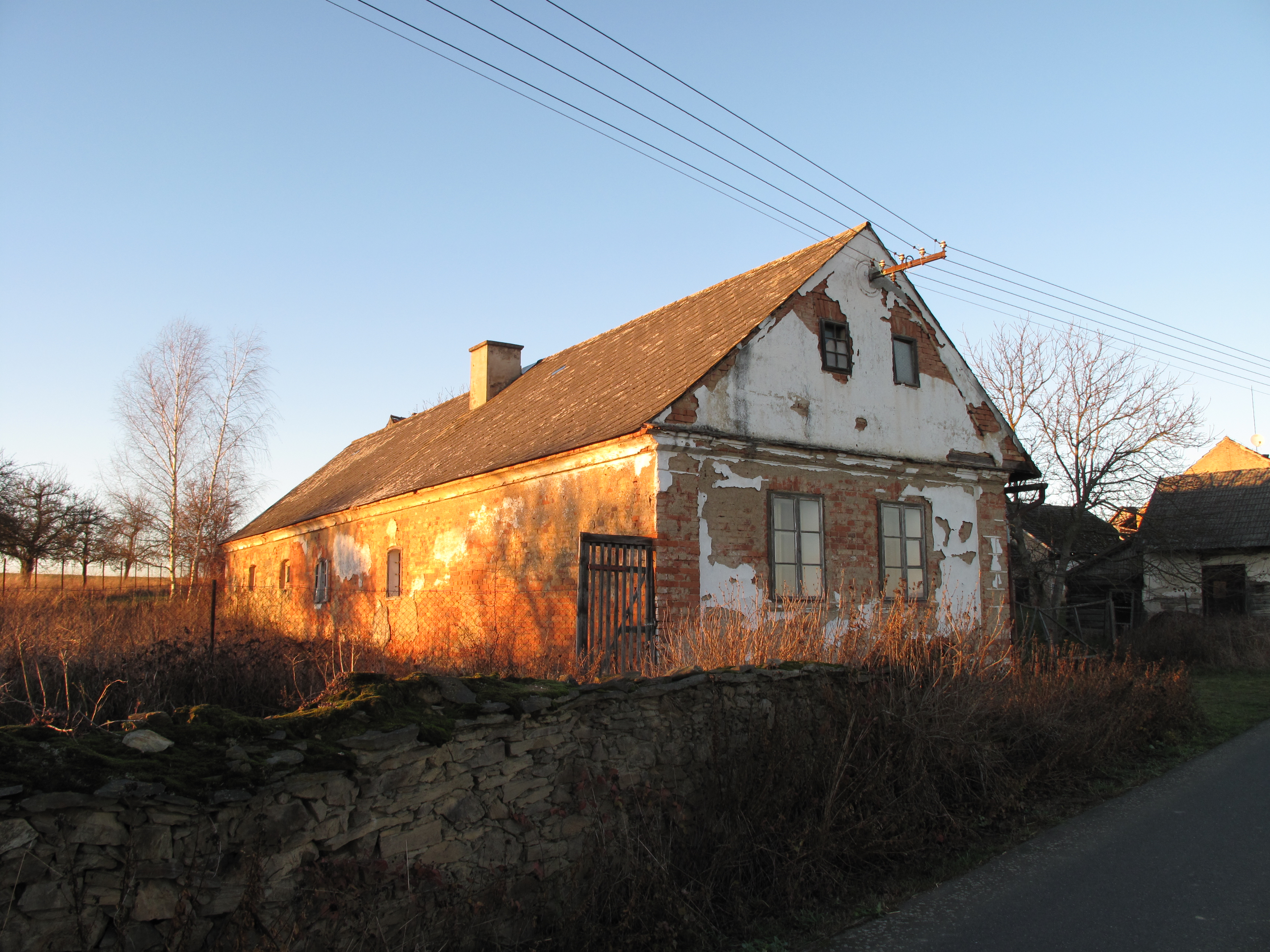
Opuštěný dům
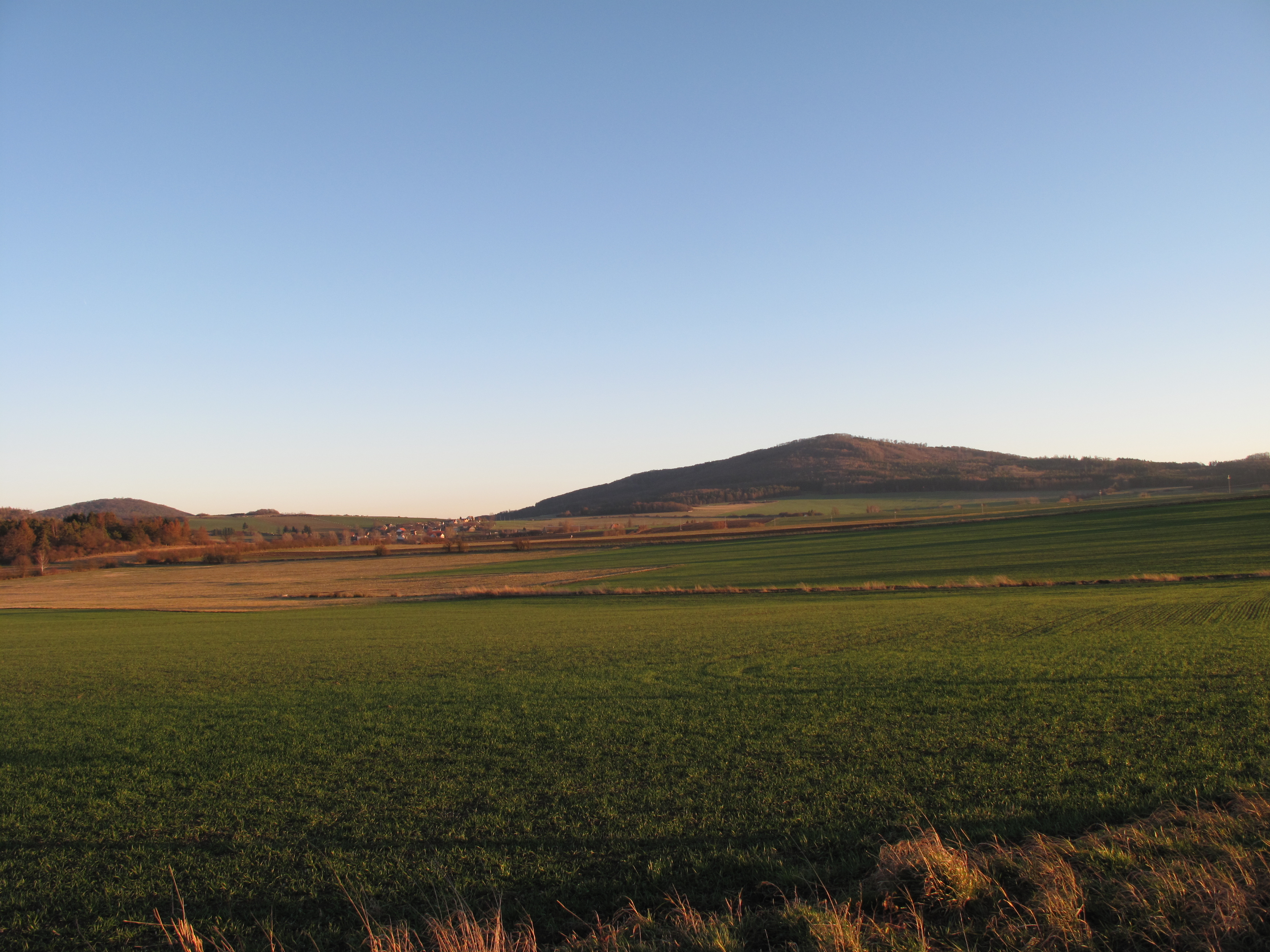
Okolní krajina
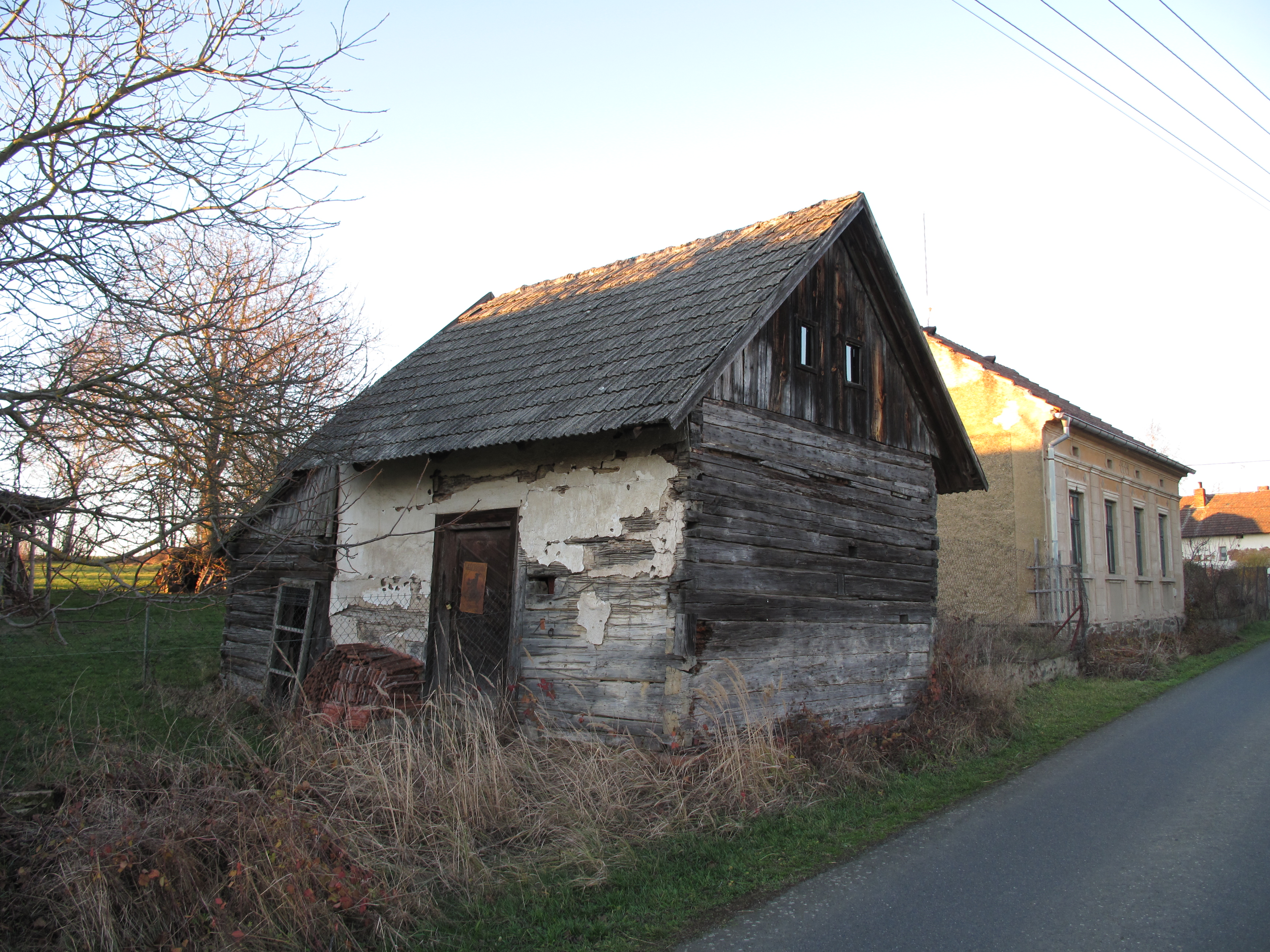
Roubenka
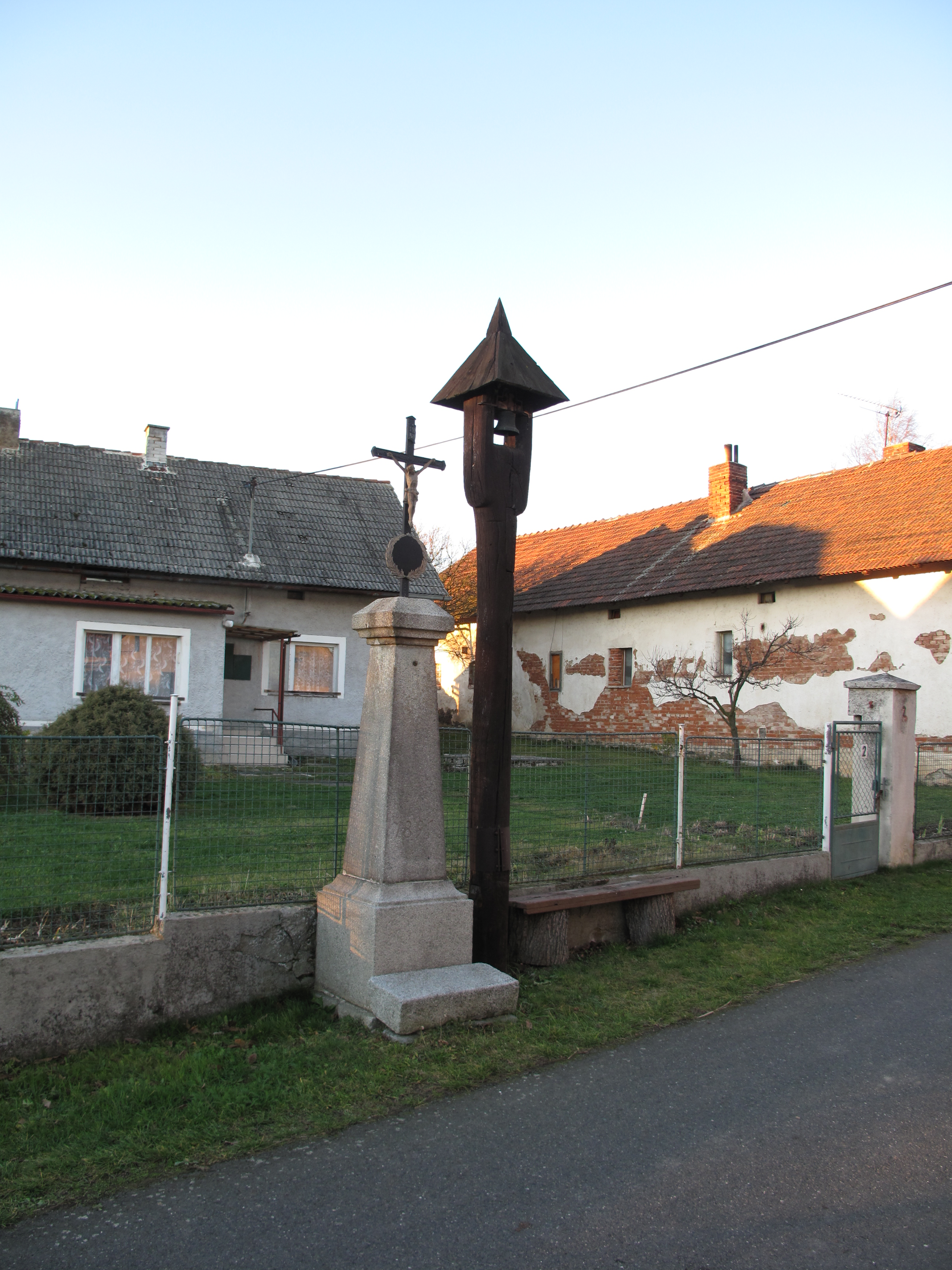
Zvonička